# Eta Virginis
Désignations
Eta Virginis (η Vir / η Virginis, Êta de la Vierge) dans la Désignation de Bayer est une étoile de la constellation de la Vierge. Elle porte le nom traditionnel de Zaniah.

## Nomenclature
Zaniah est le nom propre pour Eta Virginis / η Vir approuvé l’Union astronomique internationale (UAI). Il a été introduit par Johann Elert Bode (1801), sous le forme  Zawijah el-auwa , directement reprise chez Friedrich Wilhelm Lach (1796), lequel a adapté la transcription Zâwija AlAuwâ fournie par Thomas Hyde (1665) dans sa traduction traduction du یجِ سلطانی Zīğ-i Sulṭānī ou « Tables sultaniennes » d’Uluġ Bēg (1437) par Hyde. Par la suite, le nom apparaît sous une forme simplifiée qui, par erreur de lecture, devient Zaniah, ainsi que le relève Richard Hinckley Allen qui, ce faisant, facilite la diffusion de cette forme dégradée du nom initial.
Au départ, nous avons le nom arabe زاوية العواءZāwiyat al-cAwwā’, littéralement « l’Angle du Hur-leur », tardif dans les catalogues arabes pour γ Vir, notamment le traité  al-Tīzīnī ‘l-Muwaqqit (1533) édité par Thomas Hyde (1665) en supplément de celui Muḥammad al-Tīzīnī (1533. C’est à l’origine l’arabe زاوية العواء Zāwiya al-ᶜAwwā’, littéralement « l’Angle du Hurleur », sachant que العواء al-ᶜAwwā’, littéralement « le Hurleur », désigne dans le ciel arabe traditionnel le groupe βηγδε Vir qui se présente sous la forme d’un angle ouvert et constitue la XIIIe des manāzil al-qamar ou « stations lunaires ». 

## Propriétés
Zaniah est à environ 204 années-lumière du Soleil, possède une magnitude apparente de +3,9 et est de type spectral A2IV.
Bien que l'étoile paraisse unique dans tous les télescopes, des occultations lunaires ont montré que cette étoile est en réalité un système d'étoiles triple très serré constitué de deux étoiles séparées de seulement 0,5 UA et d'une troisième un peu plus éloignée.
Parce que Zaniah est proche de l'écliptique, elle peut être occultée par la Lune et (très rarement) par les planètes. Le 1er septembre 329 av. J.-C., l'astronome grec antique Timocharis observa le passage de cette étoile près de Vénus. À cette occasion, la planète passa à moins d'une minute d'arc de l'étoile. La dernière occultation par une planète eut lieu le 27 septembre 1843 par Vénus, qui l'occultera de nouveau le 19 novembre 2445.